# Geuensee
Geuensee ist eine politische Gemeinde im Wahlkreis Sursee des Kantons Luzern in der Schweiz.

## Geographie
Die Gemeinde liegt nördlich von Sursee am Ostrand des Surentals. Krumbach (690 m ü. M.) 1,8 km nordöstlich und Hunzikon (729 m ü. M.) 1,5 km östlich des Dorfes sind Weiler, die innerhalb der Grenzen der Gemeinde Geuensee liegen. Bei Krumbach entspringt der Dorfbach, der durch das Chrumpechertobel und das Dorf fliesst und westlich davon beim Moos in die Suhre einmündet. Vom Gemeindegebiet von 643 ha werden 71,4 % landwirtschaftlich genutzt. Die Siedlungsfläche umfasst 13,8 % und Wald und Gehölz 14,5 % des Gemeindeareals (Stand 2015/16).
Die Nachbargemeinden von Geuensee sind Beromünster, Büron, Knutwil, Rickenbach LU, Schenkon, Schlierbach und Sursee.

## Bevölkerung
| Bevölkerungsentwicklung | Bevölkerungsentwicklung |
| Jahr                    | Einwohner               |
| ----------------------- | ----------------------- |
| 1850                    | 770                     |
| 1900                    | 517                     |
| 1960                    | 737                     |
| 1970                    | 969                     |
| 1980                    | 1202                    |
| 1990                    | 1762                    |
| 2000                    | 1946                    |
| 2010                    | 2406                    |
| 2015                    | 2843                    |
| 2023                    | 2900                    |

Die Bevölkerung sank von 1850 bis 1900 markant um 32,8 %. Zwischen 1920 und 1960 wuchs sie allmählich wieder auf den ursprünglichen Bestand. Seither war bis 2015 ein ständiges starkes Wachstum festzustellen. Seit 2015 ist die Einwohnerzahl ziemlich konstant.

### Sprachen
Die Bevölkerung spricht eine hochalemannische Mundart. Anlässlich der letzten Volkszählung im Jahr 2000 gaben 85,87 % der Bevölkerung Deutsch, 5,70 % Albanisch und 2,72 % Serbokroatisch als Hauptsprache/Alltagssprache an.

### Religionen – Konfessionen
Die Bevölkerung war ursprünglich rein römisch-katholisch. Im Jahr 2000 waren 68,86 % römisch-katholische, 10,43 % evangelisch-reformierte und 4,62 % orthodoxe Christen. Daneben gab es 7,81 % Muslime, 3,70 % Konfessionslose und 0,62 % Hindus. Bei den Muslimen handelte es sich fast ausschliesslich um Albaner aus dem Kosovo und Mazedonien sowie um Türken und Kurden. Der Grossteil der Orthodoxen waren Serben und Montenegriner. Die Hindus waren Tamilen aus Sri Lanka.

### Herkunft – Nationalität
Ende 2022 waren von den 2878 Einwohnern 2265 Schweizer und 613 (= 21,3 %) Ausländer. Die Einwohnerschaft bestand aus 78,7 % Schweizer Staatsbürgern. Ende 2022 stammten die ausländischen Einwohner aus dem Kosovo (132 Personen), Deutschland (89), Serbien (71), der Türkei (49), Italien (43), Portugal (42), Nordmazedonien (25), Kroatien (15) und Spanien (14). 76 Personen stammten aus dem übrigen Europa, 50 waren aussereuropäischer Herkunft und 7 unbekannter Herkunft bzw. staatenlos.

## Geschichte

Luftbild (1954)

Die Gemeinde wird unter dem Namen Geinwison im Urbar des Klosters Einsiedeln aus den Jahren 1217/1222 aufgeführt. Sie gehörte später zum Amt Sempach der Habsburger und wurde von den Herren von Aarburg verwaltet. 1424 verpfändete Thüring von Aarburg Geuensee an die Stadt Luzern, 1429 verkaufte er ihr den Ort. Bereits 1386, nach der Schlacht bei Sempach, hatte Luzern immer mehr Einfluss auf Kosten der Habsburger gewonnen. Die Gemeinde wurde nun bis 1798 als Exklave der Landvogtei Rothenburg verwaltet, kam dann zum helvetischen Distrikt Sursee und 1803 zum damals neu geschaffenen Amt Sursee.
Am 16. Mai 1914 ermordete Anselm Wütschert im Hölzliwald beim Weiler Krumbach die 20-jährige Emilie Furrer und verging sich sexuell an ihrer Leiche. Er wurde in der Folge als letzter Mensch im Kanton Luzern in einem zivilen Strafprozess zum Tode verurteilt und hingerichtet.

## Politik

### Gemeinderat
Der Gemeinderat Geuensee besteht aus fünf Mitgliedern, Gemeindepräsident ist Remo Schürpf (FDP).

### Kantonsratswahlen
Bei den Kantonsratswahlen 2023 des Kantons Luzern betrugen die Wähleranteile in Geuensee: SVP 27,15 %, Mitte (mit GenMitte) 23,09 %, FDP 15,52 %, SP (mit JUSO) 13,54 %, Grüne (mit JG und GrüneKuG) 11,07 % und glp 9,62 %.

### Nationalratswahlen
Bei den Schweizer Parlamentswahlen 2015 betrugen die Wähleranteile in Geuensee: SVP 29,7 %, CVP 22,5 %, FDP 17,3 %, SP 11,7 %, glp 8,4 %, Grüne 7,7 %, BDP 1,3 %.
Bei den Schweizer Parlamentswahlen 2019 betrugen die Wähleranteile in Geuensee: SVP 27,5 %, CVP 25,0 %, FDP 14,1 %, Grüne 13,7 %, SP 12,4 %, glp 6,2 %.
Bei den Schweizer Parlamentswahlen 2023 betrugen die Wähleranteile in Geuensee: Mitte 28,3 %, SVP 26,9 %, FDP 16,0 %, SP 10,4 %, Grüne 9,4 %, glp 5,9 %, übrige 3,2 %.

### Gemeindeversammlung
Anlässlich der Gemeindeversammlung vom 15. Mai 2015 wurde über die von der SVP-Ortspartei lancierte Initiative abgestimmt, welche die Gemeindeversammlung abzuschaffen versuchte. Bei 136 Stimmberechtigten erreichte die SVP mit 22 Ja-Stimmen jedoch keine Mehrheit. Auch der Antrag auf eine Urnenabstimmung über dieses Geschäft erhielt bei 55 benötigten Stimmen (2/5 der Anwesenden gemäss Reglement) nur 22 Stimmen. Die Gemeindeversammlung bleibt somit bestehen.

## Verkehr
Geuensee ist durch die beiden Postautolinien Sursee–Schöftland und Sursee–Etzelwil ans Netz des öffentlichen Verkehrs angebunden. Sursee ist eine bedeutende Bahnstation mit Schnellzugshalten an den Linien Luzern–Olten und (seit 2004) Luzern–Bern (über die Aarburger Schleife).
Der Ort liegt an der Hauptstrasse von Sursee nach Schöftland (und weiter nach Aarau). Der nächstgelegene Autobahnanschluss Sursee der Autobahn A2 ist 3 km entfernt.

## Wirtschaft
Der Robert Fellmann Jodellieder-Verlag hat seinen Sitz in Geuensee.

## Sendeturm Höchweidwald

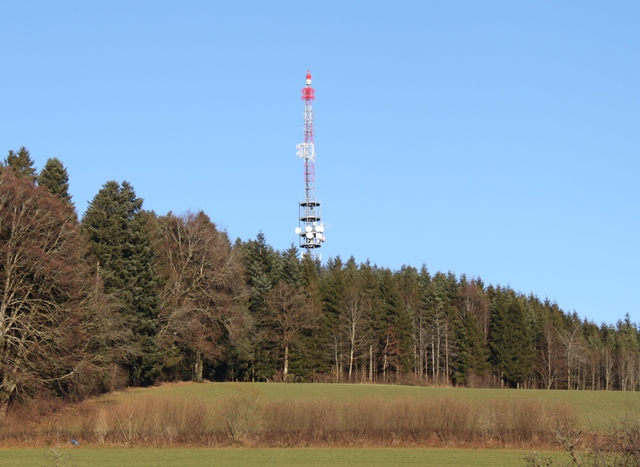
Sender Geuensee Höchweidwald

Ein 76 Meter hoher Sendeturm in Stahlfachwerkbauweise im Höchweidwald bei 47° 12' 13" nördlicher Breite und 8° 08' 31" östlicher Länge.
Von diesem Turm wird das Radioprogramm von folgenden Sendern mit einer Leistung von je 250 W (24 dBW) ab Antennen in ca. 60 m Höhe ausgestrahlt.
- Radio Pilatus 104,4 MHz (Ausblendung in Richtung Nordost)
- Radio Central 93,0 MHz
- Sunshine Radio 94,2 MHz

Zudem trägt der Turm drei DAB+-Transponder (SMC D02, 7D; SMC D03, 7A; SMC D01, 12C),  Mobilfunkantennen von Sunrise (3G, 4G, 5G) und Anlagenteile für mehrere Richtfunkstrecken.

## Persönlichkeiten
- Mario Cozzio (* 1993), Kantonsrat (glp)
- Michael Schär (* 1986), Radrennfahrer
- Franz Stadelmann (* 1954), Ethnologe, Entwicklungshelfer und Autor